# Տ
Tyun, Tyown o Tiwn (mayúscula: Տ; minúscula: տ; en armenio: տյուն; en armenio clásico: տիւն) es la trigésimo primera letra del alfabeto armenio. Representa la oclusiva alveolar sorda /t/ en armenio oriental y la oclusiva alveolar sonora /d/ en armenio occidental. Se suele ser romanizado con la letra T (o D, dependiendo del dialecto). Creada por Mesrop Mashtots en el siglo v,
tiene un valor numérico de 4000.La Տ mayúscula es similar a la S mayúscula latina , mientras que la տ minúscula es como una ligadura de la u y la n minúsculas.

## Galería

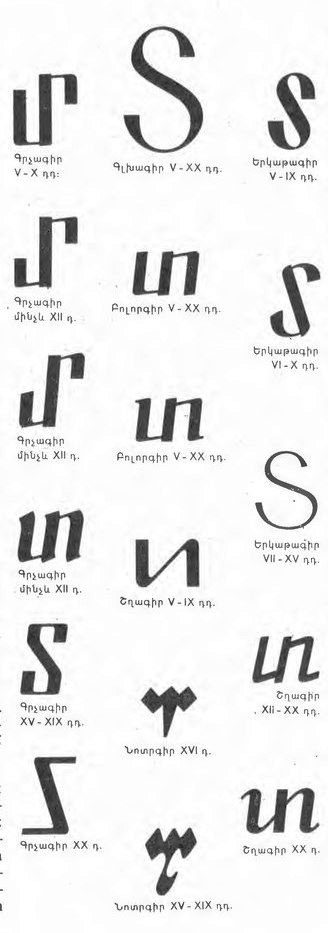
Varias fuentes históricas

Erkat'agir
Grchagir
Bolorgir
Notrgir
Shghagir
Forma tipográfica
Forma manuscrita

## Códigos informáticos
| Carácter      | Տ                            | Տ                            | տ                          | տ                          |
| ------------- | ---------------------------- | ---------------------------- | -------------------------- | -------------------------- |
| Unicode       | ARMENIAN CAPITAL LETTER TIWN | ARMENIAN CAPITAL LETTER TIWN | ARMENIAN SMALL LETTER TIWN | ARMENIAN SMALL LETTER TIWN |
| Codificación  | decimal                      | hex                          | decimal                    | hex                        |
| Unicode       | 1359                         | U+054F                       | 1407                       | U+057F                     |
| UTF-8         | 213 143                      | D5 8F                        | 213 191                    | D5 BF                      |
| Ref. numérica | &#1359;                      | &#x54F;                      | &#1407;                    | &#x57F;                    |